# IE Only
IE Only，指专门给微軟Internet Explorer（简称IE，多指IE6和IE8，因其预装于市场占有率很大的Windows XP和Windows 7作業系統）浏览器浏览的网页，因为那些网站使用了IE（或IE核心“Trident 排版引擎”）专属的语法（包括IE本身的缺陷語法，這種語法已在新版本修復），导致其他浏览器，如：Mozilla Firefox、Google Chrome、Opera、Safari、Microsoft Edge等，因为使用与IE不同的排版引擎而无法正常浏览。

## 对IE Only的批评
IE Only的網頁只能用IE瀏覽，這對非IE浏览器的使用者造成了不便。Windows 11已经移除了IE，而非Windows用戶（如GNU/Linux用户、Mac OS用户等）亦因為不能使用IE6或以上的版本而不能瀏覽，因為微软已经不再向Mac OS、GNU/Linux用户发布“Internet Explorer for Mac”和“Internet Explorer for Linux”版本。

## 非IE核心浏览器解决IE Only网页的方法
Mozilla Firefox
- 使用IE Tab或Coral IETab实现双核心（Gecko/Trident）浏览
- 用User Agent Switcher[永久]用更改用户代理的方法去骗过网站，但网页可能出现异常
- 安装ActiveX Plugin（页面存档备份，存于）（但此專案發展已停滯於2008年）

Google Chrome/Chromium
- 利用自訂Extension（Javascript）模仿IE語法效果（http://dev.chromium.org/developers/design-documents/extensions/howto）%5B%5D
- 使用IE Tab

傲游（Maxthon）
- 切换至兼容模式浏览

Microsoft Edge
- 切换至IE模式浏览

其他非IE核心浏览器
- 暂时还未有任何的通用解决方案，但不少瀏覽器有使用IE核心的「兼容模式」功能。